# 고양이 예방접종
고양이 예방접종은 고양이에게 적용되는 동물 예방접종이다. 백신 접종은 잠재적으로 치명적인 전염병으로부터 고양이를 보호하는 데 중요한 역할을 한다. 그들은 환경, 다른 애완동물, 심지어 인간으로부터도 이러한 질병에 노출될 수 있다.

## 예방접종 권장사항 안내
매년 부스터샷으로 정해진 일정에 맞춰 백신을 추천하고 투여하던 관행이 버려졌다. 현재 권장사항은 각 고양이에게 필요한 횟수보다 더 자주 백신을 접종하는 철학에 기초하고 있다. 이러한 권고안은 사용 가능한 백신의 면역력(DOI)의 유효성과 지속시간, 환경적 위험과 노출 가능성, 다양한 고양이와 고양이 집단의 연령 및 전반적인 건강 상태와 관련된 특정 요구와 위험, 그리고 사회 경제적 한계를 고려한다.
권장 사항은 다음과 같다.
- 쉼터
- 애완동물 소유
- 반려자
- 이동 장치(또는 그 안으로 들어가는 동물)
- 야생동물 또는 TNR(덫-중성자-반환) 프로그램

구체적인 고려 사항은 다음과 같다.
- 여행 계획
- 특정 고양이의 기본 질병 상태
- 임신 중이거나 수유 중인 고양이
- 고양이가 많은 가정 또는 고양이 위탁 가정

## 백신 관리
누가 백신을 획득하고 제공할 수 있는지에 대한 법은 나라마다 다르다. 일부는 면허를 가진 수의사가 취득하여 줄 수 있고, 다른 일부는 주인이나 관리인이 줄 수 있다.
백신 제공 방법/경로는 다를 수 있다. 주사, 피부 도포 또는 코/안구 도포에 의해 투여될 수 있다. 주사 경로는 근육 내(IM) 또는 피하(SQ)일 수 있다. 특정 주사 부위는 투여되는 백신의 종류에 따라 달라질 수 있다.

## 백신에 대한 반응
백신은 인가를 받기 위해 안전 시험을 거쳐야 하여야만 안전한 것으로 간주된다. 극소수의 동물들은 부작용을 보일 수 있다.

### 정상 반응
예방접종을 한 후 고양이는 식욕부진, 무기력, 발열 등 가볍고 짧은 반응을 보일 수 있다. 하루나 이틀 이상 지속되는 증상은 수의사와 상의해야 한다. 간혹 주사된 백신의 경우 주사된 부위에 통증이 없는 작은 덩어리가 형성되기도 하는데, 보통 4주 안에 사라진다.

### 비정상 반응
부작용으로는 백신으로 인한 모든 부상을 포함한다.
고양이가 백신에 알레르기 반응을 보이는 경우는 드물다. 이는 안면 가려움증을 포함하거나 구토, 설사, 호흡곤란, 극히 드물게 쓰러지는 일반적인 알레르기 반응일 수 있다. 과민반응은 시기적절하게 치료된다면 거의 치명적이지 않다. 알레르기 반응이 발생할 경우 향후 백신 접종을 종류별로 수정하거나 알레르기 약이 선행될 수 있다.
또 다른 흔치 않은 반응은 백신 관련 섬유육종(주사 부위에 생기는 종양)의 발생이다.
부작용은 백신 접종과의 연관성이 인정되는지 아니면 의심만 되는지 보고해야 한다. 수의사들은 허가된 백신을 투여하는 동안 또는 투여 후에 발생하는 임상적으로 중요한 부작용에 대해 보고하도록 권장된다. 관련 제품, 배치, 동물 및 반응을 식별하는 보고서는 백신 제조업체와 해당 규제 기관에 제출해야 한다.